# Skwirańce
Skwirańce (lit. Skvironys) − wieś na Litwie, w rejonie solecznickim, 5 km na północny zachód od Turgieli, zamieszkana przez 27 ludzi. Przed II wojną światową w Polsce, w powiecie wileńsko-trockim województwa wileńskiego.